# لاجئو الحرب الأهلية السورية

لاجئو الحرب الأهلية السورية

لاجئو الحرب الأهلية السورية أو اللاجئون السوريون، مواطنون سوريون فرّوا من سوريا مع تصاعد الأزمة السورية. بحلول عام 2015، تم تسجيل أكثر من ثمانية ملايين لاجئ سوري في دول الجوار والعالم خصوصاً الأردن ولبنان وتركيا والعراق وألمانيا وعلى الأرجح توجد عشرات الآلاف الأخرى من اللاجئين غير المسجلين، ويقدر عدد من ينتظرون التسجيل بحوالي 227 ألف شخص. وفي 2018، ذكرت تقارير أن أكثر من نصف سكان سوريا تقريباً قد نزحوا، ومعظمهم من العرب السُنّة.
حكومات بعض الدول اتخذت سياسة الباب المفتوح مع اللاجئين مثل تركيا وألمانيا ومصر كأفضل الأمثلة، لكن حكومات دول أخرى تعاملت معهم كأمر واقع فُرض عليهم بسبب العوامل الجغرافية /أي لمحاذاتها سوريا/ ،مثل لبنان والذي استخدمت بعض التيارات السياسية فيه اللاجئين السوريين كورقة للعب عليها فيما يخص الانتخابات والدعايات السياسية . بطبيعة الحال تم الزج باللاجئين السوريين في الدعايات السياسية في تركيا بشكل واضح، وألمانيا بشكل طفيف .
مع نزوح المدنيين السوريين نزحت رؤوس الأموال واليد العاملة السورية مما فتح شهية الكثير من الحكومات وجعل فكرة استقبالهم مطروحة بلا تردد.

## التاريخ

### خلفية
تُمارس حقوق الإنسان في سوريا تحت حكم حزب البعث (المستمر منذ عام 1963) ضمن ظروف رديئة بشكل استثنائي من قِبَل المراقبين الدوليين، وقد استمرت في التدهور منذ عام 2008. كانت انتفاضات الربيع العربي 2010-11 في تونس ومصر وليبيا والبحرين واليمن مصدر إلهام للاحتجاجات الكبرى في سوريا. تدخل الجيش السوري في مارس عام 2011 وازدادت عمليات قمع الحكومة السورية تدريجيًا في أعمال العنف وتصاعدت إلى عمليات عسكرية رئيسية لقمع المقاومة. في شهر إبريل، لقي المئات حتفهم في اشتباكات بين الجيش السوري وقوات المعارضة، التي ضمت متظاهرين مسلحين وجنود منشقين عن الجيش. ومع دخول سوريا في حرب أهلية، سرعان ما انقسمت إلى سلسلة معقدة من التحالفات والأراضي المتغيرة بين حكومة الأسد وجماعات المعارضة وقوات سوريا الديمقراطية ذات الأغلبية الكردية والجماعات السلفية الجهادية (بما في ذلك تنظيم الدولة الإسلامية). وقد لقي أكثر من نصف مليون شخص حتفهم في الحرب، بمن فيهم نحو مئتي ألف مدني.
بحلول مايو 2011، فرّ الآلاف من الناس من الحرب إلى البلدان المجاورة، مع أعداد أكبر من المشردين داخل سوريا نفسها. ومع اعتداء الجيوش على مواقع مختلفة ومحاربة سكانها، كانت قرى بأكملها تحاول الفرار إذ كان الآلاف من اللاجئين يعبرون الحدود يوميًا. تستهدف الأسباب الأخرى للنزوح في المنطقة، والتي غالبًا ما تضاف إلى الحرب الأهلية السورية وتستهدف اللاجئين في الحرب الأهلية العراقية واللاجئين الأكراد واللاجئين الفلسطينيين.
صرّح مفوض الأمم المتحدة السامي لشؤون اللاجئين أنطونيو غوتيريش في عام 2014: «لقد أصبحت أزمة سوريا أكبر حالة طوارئ إنسانية في عصرنا، ومع ذلك فإن العالم لا يلبي احتياجات اللاجئين والبلدان التي تستضيفهم». أفادت مفوضية الأمم المتحدة لشؤون اللاجئين أن العدد الإجمالي للاجئين في جميع أنحاء العالم يتجاوز 50 مليون لاجئ لأول مرة منذ الحرب العالمية الثانية، ويرجع ذلك إلى حد كبير إلى الحرب الأهلية السورية.

### التطور
وصل عدد اللاجئين الذين عبروا الحدود التركية إلى 10,000-15,000 بحلول منتصف عام 2011. عاد أكثر من 5000 إلى سوريا بين شهري يوليو وأغسطس، في حين تم نقل معظمهم إلى مخيمات حديثة البناء التي استضافت حوالي 7600 من اللاجئين بحلول نوفمبر. وبحلول نهاية عام 2011، كان عدد اللاجئين يقدر بنحو 5500 - 8500 لاجئ في لبنان، مع حوالي 2500 لاجئ مسجل، وحوالي 1500 لاجئ في الأردن (مع احتمال وجود آلاف آخرين غير مسجلين) بالإضافة إلى آلاف آخرين في ليبيا.
بحلول أبريل 2012، في مرحلة التمرد المبكر من الحرب الأهلية السورية التي سبقت وقف إطلاق النار في 10 أبريل بموجب خطة سلام كوفي أنان لسوريا، أبلغت الأمم المتحدة عن 200،000 أو أكثر من السوريين النازحين داخليًا و55000 لاجئ مسجل وحوالي 20،000 غير مسجلين حتى الآن. تم تسجيل 25،000 لاجئ في تركيا و 10،000 في لبنان (معظمهم هاربون من القتال في حمص وحوالي 10،000 آخرين غير مسجلين) و 7000 في الأردن (مع حوالي 2000 آخرين غير مسجلين حسب تقديرات مفوضية الأمم المتحدة لشؤون اللاجئين و 20،000 آخرين وفقًا للصندوق الأردني الهاشمي للتنمية البشرية و 80،000 من الوافدين وفقًا لتصريحات مسؤولين أردنيين)، إلى جانب 800 لاجئ في العراق (400 آخرين غير مسجلين). داخل سوريا، كان هناك 100،000 لاجئ من العراق بعد عودة 70،000 منهم.
في منتصف عام 2012، عندما فشلت خطة السلام وأعلنت الأمم المتحدة لأول مرة رسميًا أن سوريا قد دخلت في حالة حرب أهلية، زاد عدد اللاجئين المسجلين إلى أكثر من 110،000. على مدى يومان من شهر يوليو، فرّ 19،000 سوري من دمشق إلى لبنان مع تصاعد العنف داخل المدينة. هاجر أول اللاجئين السوريين بحرًا إلى الاتحاد الأوروبي واستطاعت أعداد قليلة منهم اللجوء في بلدان مختلفة مثل كولومبيا. تم نقل بعض اللاجئين بعيدًا عن الأردن. بحلول نهاية عام 2012، أفادت المفوضية بأن عدد اللاجئين قد تصاعد إلى أكثر من 750،000 بوجود 135،519 منهم في تركيا؛ 54،000 في كردستان العراق وحوالي 9000 في بقية أنحاء العراق؛ 150،000 في لبنان و142،000 في الأردن وأكثر من 150،000 في مصر.
قُدّر عدد اللاجئين السوريين بحوالي 1.5 مليون بحلول نهاية عام 2013. في عام 2014، أدّى تدهور الوضع الإنساني في العراق المجاورة إلى تدفق اللاجئين العراقيين إلى شمال شرق سوريا. وبحلول نهاية شهر أغسطس، قدرت الأمم المتحدة عدد النازحين داخل سوريا بنحو 6,5 مليون شخص، في حين فرّ أكثر من 3 مليون شخص إلى بلدان مثل لبنان (1,1 مليون) والأردن (600،000) وتركيا (800،000).
مع بداية عام 2015، كافح الاتحاد الأوروبي لمواجهة أزمة المهاجرين، ودخلت بلدانه في مفاوضات ونقاش سياسي ساخن بشأن إغلاق أو تعزيز الحدود ونظم الحصص لإعادة توطين اللاجئين والمهاجرين من مختلف أنحاء العالم. أصبحت صورة الطفل السوري آلان الكردي غارقًا على شاطئ تركي ذكرى أساسيةً في أزمات اللاجئين والاستجابة العالمية لها. تزايدت بشكل ملحوظ النقاشات الوطنية والتغطية الإعلامية حول أزمات اللاجئين السوريين، ما جلب اهتمامًا كبيرًا للتكاليف البشرية للحرب الأهلية السورية ومسؤوليات الدول المضيفة والضغوط التي تجبر اللاجئين على الهجرة من البلدان المضيفة لهم وتهريب البشر ومسؤوليات الدول الثالثة عن إعادة توطين اللاجئين.
في نفس العام في تركيا ولبنان والأردن والعراق ومصر، بدأت الخطة الإقليمية لمخيمات اللاجئين السوريين (3آر بي) لتحسين تنسيق المساعدات الإنسانية بين مفوضية الأمم المتحدة لشؤون اللاجئين والحكومات غير الربحية. في عام 2016، تفاوضت الأردن ولبنان وتركيا على اتفاقيات متعددة السنوات مع الجهات المانحة الدولية التي قدمت الدعم المادي، وعلى وجه التحديد اتفاق الأردن ولبنان وبيان الاتحاد الأوروبي وتركيا، على التوالي. أدخلت البلدان التي تستضيف أكبر عدد من اللاجئين عددًا من القيود على الوافدين الجُدد. أوقف لبنان عمليات التسجيل الجديدة ولم يُسمح للاجئين بدخول البلد إلا في ظروف قاسية. أغلقت الأردن حدودها مع سوريا خلال معظم عام 2016 بسبب المخاوف الأمنية بشأن تنظيم الدولة الإسلامية وفقًا لمسؤولين حكوميين. انتقدت منظمة هيومن رايتس ووتش ومنظمة العفو الدولية السلطات الأردنية لعدم السماح للاجئين بالدخول إلى المخيمات غير الرسمية المُبلغ عنها على الحدود وتعليق تقديم المعونة إليها. ظهرت تقارير من المرصد السوري لحقوق الإنسان والائتلاف الوطني لقوى الثورة والمعارضة السورية ومنظمة هيومن رايتس ووتش ومنظمة العفو الدولية في عام 2016 أن حرس الحدود الأتراك يطلقون النار بشكل روتيني على اللاجئين السوريين الذين يحاولون الوصول إلى تركيا، إلى جانب أن تركيا قد أعادت الآلاف من اللاجئين السوريين إلى منطقة الحرب منذ منتصف يناير 2016 بشكل قسري. نفت وزارة الخارجية التركية والرئيس أردوغان كل ذلك.
في عام 2017، في حين أن الصراع في سوريا وأسباب النزوح ما تزال مستمرة، تمكّن عدد قليل من السوريين من مغادرة البلاد بسبب إدارة الحدود الأكثر تقييدًا من قِبَل البلدان المجاورة. في النصف الأول من عام 2017، تم تسجيل ما يقدر بحوالي 11 مليون حالة نزوح بالإضافة إلى ما يقرب من 250،000 آخرين في البلدان المجاورة، لكن من الصعب تقدير عدد الذين عبروا الحدود مؤخرًا. في نفس الفترة، قدّم السوريون في أوروبا حوالي 50،000 طلب لجوء لأول مرة، وحوالي 100،000 طلب جديد لإعادة التوطين في بلد ثالث في عام 2017.

## تسلسل زمني

### 2011

#### نيسان/أبريل - أيار/مايو
قبل الثالث من أيار/مايو، قدّر عدد السوريين الذين يعبرون الحدود التركيّة يوميّاً بحوالي 300 شخص. قال الرئيس التركي عبد الله غول: أن تركيا تستعد «لأسوأ السيناريوهات»، في إشارة واضحة إلى إمكانية تدفق أعداد كبيرة من اللاجئين القادمين من سوريا، وبالفعل فقد أقامت تركيا مخيّماً صغيراً في محافظة هاتاي جنوب تركيا الحدوديّة مع سورية، استقبل 263 شخصاً فرّوا من بلدهم الجمعة 29 نيسان/أبريل الماضي.
في منتصف شهر أيار/مايو فر حوالي 700 شخص من سكان مدينة تلكلخ إلى بلدة المقيبلة في منطقة وادي خالد شمال لبنان، ووفقاً لمختار القرية استقبلت المنطقة بحلول 13 أيار/مايو أكثر من 1350 لاجئ خلال عشرة أيام، وهم بمجملهم من النساء والأطفال، مع توقع تزايد أعداد اللاجئين.
في 14 أيار/مايو، قالت ميليسا فليمينغ المتحدّثة باسم المفوضية العليا للأمم المتحدة لشؤون اللاجئين، أن تدفق اللاجئين إلى لبنان كان محدوداً والأعداد كانت قليلة للغاية، وأردفت أن أعداد اللاجئين الفارين إلى تركيا كانت قليلة نسبيّاً حوالي 250 لاجئ.

#### حزيران/يونيو
قبيل اجتياح جسر الشغور ومع مخاوف من عملية عسكرية مرتقبة للجيش السوري بدأ سكان المنطقة النزوح إلى الجانب التركي من الحدود، مدينة جسر الشغور التي يسكنها قرابة 42 ألف نسمة أضحت مهجورة إلى حد كبير في انتظار هجوم الجيش السوري النظامي، نقلت صحيفة الغارديان البريطانية عن مسؤولين أتراك أن حوالي 2500 لاجئ عبروا الحدود إلى تركيا ومعظمهم من مدينة جسر الشغور، وبحلول منتصف شهر حزيران/يونيو تجاوز عدد اللاجئين السورين في تركيا 10,000 لاجئ، وقدّر عدد اللاجئين السوريين في لبنان حوالي 20,000 معظمهم نزح إلى محافظة شمال لبنان بشكل منطقتي عكار ووادي خالد ومدينة طرابلس.

#### تموز/يونيو
بلغ عدد اللاجئين السوريين في تركيا بداية شهر تموز/يونيو ووفقاً للأرقام الرسميّة التركيّة 15228، كنتيجة لاضطرابات الأمنية التي أعقبت انتشار الاحتجاجات في معظم أرجاء البلاد والحملة الحكومية العنيفة من القوات الحكومية الموالية لبشار الأسد، مع نهاية شهر تموز/يونيو بلغ عدد اللاجئين 10227 مع عودة أكثر من 5000 لاجئ لسوريا بمحض إرادتهم.

#### أيلول/سبتمبر
بلغ عدد اللاجئين السوريين المسجلين في لبنان أوائل شهر أيلول/سبتمبر 2,600 لاجئ، مع عدّة آلاف آخرين يقيمون بطريقة غير مشروعة وفقاً للمفوضية، في أيلول/سبتمبر 2011، ارتفعت أعداد اللاجئين السوريين في لبنان إلى نحو 4,000 لاجئ مسجل، يصبح عدد مع أعداد اللاجئين المقدرين والغير مسجلين بحدود 6,000 لاجئ. على الرغم من عودة سوريين كثر خلال شهري تموز/يونيو وآب/أغسطس، بدأت تركيا في أوائل شهر أيلول/سبتمبر بإنشاء ستة مخيمات كبيرة لللاجئين السوريين الذين فرّوا من سورية.

#### تشرين الثاني/نوفمبر
بلغ عدد اللاجئين السوريين في تركيا بحدود 7,600 لاجئ حسب عدّة وكالات.

#### كانون الأول/ديسمبر
بلغ عدد اللاجئين السوريين المسجلين في الأردن منتصف كانون الأول/ديسمبر حوالي 1,500 لاجئ، مع آلاف من اللاجئين الغير المسجلين.
بحلول نهاية عام 2011، أفادت التقارير الواردة من ليبيا ان آلاف اللاجئين السوريين وجدوا لهم مأوى في ليبيا.

### 2012

#### كانون الثاني/يناير
بلغ عدد اللاجئين السوريين المسجلين في لبنان وفق المفوضية العليا للأمم المتحدة لشؤون اللاجئين، 5,238 لاجئ، مع آلاف اللاجئين غير المسجلين.
كما أعلن رئيس أركان الجيش الإسرائيلي عن استعدادات يقوم بها الجيش الإسرائيلي لاستيعاب آلاف اللاجئين السوريين المحتملين من الطائفة العلويّة في هضبة الجولان السوريّة، في حال سقوط النظام السوري الذي تهيمن عليه الأقليّة العلوية[بحاجة لدقة أكثر] واضطرار العلويون إلى الفرار

#### شباط/فبراير
أعلنت الحكومية الأردنية بداية شهر شباط/فبراير عن عزمها بناء مخيّم للاجئين السوريين الفارين من العنف المتصاعد في بلادهم.
كما أفادت التقارير الواردة من تركيا عن عبور 3,000 لاجئ الحدود بين البلدين، ليصبح عدد اللاجئين المسجلين في تركيا 9,700 لاجئ نهاية شهر شباط/فبراير.

#### آذار/مارس
مع بدء الجيش السوري اجتياحه لمدينة حمص في شباط/فبراير وحملته العسكرية على منطقة القصير الحدوديّة مع لبنان في آذار/مارس، تم تسجيل حالات نزوح جماعيّة للاجئين سوريين على نطاق واسع في لبنان بدءاً من 4 آذار/مارس، قدّر عددهم بحوالي 2000 لاجئ.
في منتصف آذار/مارس، تحدثت تركيا عن تزايد وتيرة تدفق اللاجئين السورين «عدة مئات في اليوم» خصوصاً من محافظتي إدلب وحلب، كما أعلنت الأمم المتحدة ان أعداد اللاجئين في مخيم هاتاي تجاوز 13,000 لاجئ، بحلول 18 آذار/مارس بلغ عدد اللاجئين السوريين في تركيا ووفقاً لمسؤولين أتراك حوالي 14,700 لاجئ، كما أعلنت الحكومة التركية عن عزمها بناء مخيّمات جديدة في محافظات: هاتاي وكلس وغازي عينتاب وشانلورفا.
في الأردن، تم الإبلاغ عن وصول 80,000 لاجئ سوري، نزح معظمهم لمنطقة الرمثا ومدينة المفرق شمالي الأردن وفق المتحدث باسم الحكومة الأردنيّة راكان المجالي، كما أعلن أيضاً راكان المجالي عن عزم الأردن بناء مخيّم لاستضافة اللاجئين السوريين بمساحة 30,000 متراً مربعاً.
بحلول 24 آذار/مارس بلغ عدد اللاجئين السوريين المسجلين في إقليم كردستان العراق حوالي 1000، بالإضافة إلى حوالي 1000 طلب لجوء مقدّم، بما في ذلك 60 عائلة ومئات الجنود المنشقّون الذين فرّوا إلى كردستان العراق من سوريا، وفقاً لمكتب الهجرة في إقليم كردستان العراق.
بحلول مارس آذار/مارس قدّرت الأمم المتحدّة أعداد اللاجئين السوريين داخل سوريا حوالي 230,000 لاجئ، وخارج سوريا حوالي 30,000 لاجئ.

#### نيسان/أبريل
قبيل انتهاء مهلة وقف إطلاق النار حسب خطة سلام كوفي عنان لسوريا في 10 نيسان/أبريل صعّد الجيش السوري حملته على معاقل المعارضة، خصوصاً في محافظتي حلب وإدلب الشماليتين والحدودتين مع تركيا، المسؤولون الأتراك تحدثوا عن تزايد كبير في وتيرة تدفق اللاجئين 2,300 لاجئ في 4 نيسان/أبريل و2,800 لاجئ في 5 نيسان/أبريل، بحلول 10 من نيسان/أبريل وقبيل زيارة مبعوث الأمم المتحدة والجامعة العربيّة لسوريا كوفي عنان لمخيات اللاجئين في المحافظات التركيّة بلغ عدد اللاجئين السوريين المسجلين في تركيا حوالي 25,000 لاجئ، في الوقت ذاته طلب داود أوغلو من النظام السوري بالالتزام بوقف إطلاق النار كما تعهد لأنان، وطلب مساعدة الأمم المتحدة في حال استمرت وتيرة تدفق اللاجئين على ما هي عليه.
بحلول 10 نيسان/أبريل، أفادت الأنباء الواردة عن تزايد أعداد اللاجئين السوريين في الدول المجاروة بنسبة 40% في غصون أيام، وبلع عدد اللاجئين المسجلين حوالي 55,000 لاجئ نصفهم من الأطفال دون سن 18.

## جهود الإغاثة
- قامت تركيا ببناء عدّة مخيّمات لإيواء اللاجئين السوريين في عدّة مناطق تركيّة: كهاتاي وكلس وغازي عينتاب وشانلورفا.
- أعلنت الحكومة الأردنيّة عن عزمها بناء مخيّم لإيواء اللاجئين السوريين شمالي البلاد بمساحة 30,000 متراً مربعاً.
- في العاشر من نيسان/أبريل قامت المفوضية العليا للأمم المتحدة لشؤون اللاجئين بتوزيع بطانيّات وسخانات للاجئين السوريين في لبنان والعراق.
- قامت منظمة الهجرة الدولية بتقديم فلترات لتنقية الماء ومصابيح قابلة للشحن وبطانيّات ومواقد للاجئين السوريين في لبنان والعراق.
- قامت جمعية إعانة المرضى الدولية بتقديم المساعدة الطبية لـ1.200.000 سوري في سوريا ودول الجوار من منتصف العام 2011 وحتى اللحظة.

### العودة إلى سوريا: تحليل جنساني
فقد تسببت الأزمة السورية في نزوح 5,7 مليون لاجئ إلى البلدان المحيطة، ونزح أكثر من ستة ملايين سوري داخليا. وبينما توقف القتال على نطاق واسع في معظم أنحاء البلد، لا تزال مستويات العنف المتزايدة مستمرة في بعض المناطق، ولا يزال المشردون يعولوا على الحماية الدولية والمساعدة الإنسانية في البلد المضيف.
وعلى الرغم من استمرار الأعمال العدائية في بعض أجزاء سوريا، فقد عاد إلى سوريا أكثر من 254 143 لاجئاً منظماً ذاتياً منذ 2015. كما كان هناك 800000 عائد للنازحين داخلياً في عام 2017 و1.4 مليون عائد للنازحين داخلياً في عام 2018. أظهرت آخر دراسة استقصائية إقليمية أجرتها المفوضية السامية للأمم المتحدة لشؤون اللاجئين في مارس 2019 أن 5.9% من اللاجئين السوريين يعتزمون العودة في غضون الأشهر الإثني عشر المقبلة، وأن 75.2% من اللاجئين السوريين يأملون العودة في يوم واحد.
وفيما يلي عرض توليفي للفوارق بين الجنسين وأوجه عدم المساواة بين الجنسين في مجالات الحماية الرئيسية المتصلة بعودة اللاجئين من الأردن ولبنان والعراق.  ويجب فهم هذا التحليل الجنساني بمنظور متقاطع، مع التسليم بأن القضايا الجنسانية المثارة تتأثر إلى حد كبير بعوامل أخرى مثل المركز الاجتماعي - الاقتصادي، أو السن، أو التوجه الجنسي، أو منطقة المنشأ، أو منطقة التشرد، أو القدرة البدنية، أو الانتماء الديني أو السياسي، أو غير ذلك.

### الاختلافات الديموغرافية بين الجنسين في حركة العودة
وتشير الاتجاهات الإقليمية الأولية إلى أن اللاجئات قد يعود بمعدلات أكبر من اللاجئين الذكور، وإن كانت هناك حاجة إلى مزيد من المعلومات. كما أن قوانين التجنيد في سوريا تثبط عزيمة بعض اللاجئين السوريين الذكور عن العودة، كما أن ارتفاع معدلات وفيات الذكور في الصراع قد غير السكان الديموغرافيين مع ازدياد عدد الأسر السورية التي ترأسها إناث في سوريا وفي جميع أنحاء المنطقة النتائج المترتبة على الاستجابة الإنسانية داخل سوريا، مثل الحاجة المحتملة إلى زيادة الخدمات المصممة خصيصاً للنساء والتي تستهدف النساء، وخاصة في سبل العيش، والمعونة القانونية، والإسكان، وبرمجة الخدمات المصرفية العالمية والأسواق.

### خطط مستقبليّة
- أعلنت سويسرا عن عزمها استقبال لاجئين سوريين في حال طلبت الأمم المتحدة ذلك.[61]
- أعلنت حكومة إقليم كردستان العراق عن عزمها بناء مخيم جديد للاجئين السوريين الذين فرّوا من العنف في بلادهم، كما تحدثت عن امتلاء مخيم القامشلي للاجئين -والذي أقيم عقب انتفاضة أكراد سورية ربيع 2004 - بلاجئين من فرّوا من بلادهم خلال الأزمة السورية.
- السعودية لم ترغب في الحديث عن «جهودها في دعم الأشقاء السوريين في محنتهم الطاحنة»، لأنها ومنذ بداية الأزمة تعاملت مع هذا الموضوع من منطلقات دينية وإنسانية بحتة، وليس لغرض التباهي أو الاستعراض الإعلامي.وأوضح أن السعودية حرصت على عدم التعامل معهم كلاجئين حفاظا على كرامتهم وسلامتهم، ومَنحت مئات الآلاف منهم الإقامة النظامية أسوة ببقية المقيمين. وأشار إلى أن جهود بلاده امتدت لتشمل دعم ورعاية الملايين من السوريين اللاجئين في الدول المجاورة في كل من الأردن ولبنان وغيرها من الدول.وقد بلغت قيمة المساعدات الإنسانية التي قدمتها المملكة للأشقاء السوريين نحو 700 مليون دولار، حسب إحصائيات المؤتمر الدولي الثالث للمانحين المنعقد في الكويت في مارس/آذار الماضي لدعم الوضع الإنساني في سوريا.وأوضح المسؤول أن المساعدات الإنسانية شملت تقديم مواد غذائية وصحية وإيوائية وتعليمية، بما في ذلك إقامة عيادات سعودية تخصصية في مخيمات مختلفة للاجئين أهمها مخيم الزعتري في الأردن وفي مخيمات المعابر الحدودية.[62]

## نبذة تاريخية
تعتبر حقوق الإنسان في سوريا تحت حكم حزب البعث (المستمر منذ عام 1963) في حالة سيئة على نحو استثنائي من قبل المراقبين الدوليين، وقد ازداد تدهورها منذ عام 2008. كانت انتفاضات الربيع العربي 2010-2011 في تونس ومصر وليبيا والبحرين واليمن مصدر إلهام للاحتجاجات الكبرى في سوريا. تدخل الجيش السوري في مارس 2011، ازدادت أعمال القمع الحكومية السورية تدريجيًا، وتصاعدت إلى عمليات عسكرية كبيرة لقمع المقاومة. في أبريل، لقي المئات مصرعهم في اشتباكات بين الجيش السوري وقوات المعارضة، ضمت متظاهرين مسلحين وجنود منشقين. مع انزلاق سوريا إلى الحرب الأهلية، سرعان ما انقسمت إلى خليط معقد من التحالفات المتغيرة والأراضي بين حكومة الأسد والجماعات المتمردة وقوات سوريا الديمقراطية ذات الأغلبية الكردية والجماعات الجهادية السلفية (بما في ذلك داعش). قُتل أكثر من نصف مليون شخص في الحرب، منهم نحو مئتي ألف مدني.
بحلول مايو 2011، فر آلاف الأشخاص من الحرب إلى البلدان المجاورة، مع نزوح أعداد أكبر داخل سوريا نفسها. بينما كانت الجيوش تهاجم مواقع مختلفة وتقاتل، كانت قرى بأكملها تحاول الفرار، مع عبور آلاف اللاجئين الحدود يوميًا. تستهدف الأسباب الأخرى للنزوح في المنطقة لاجئي الحرب الأهلية العراقية واللاجئين الأكراد واللاجئين الفلسطينيين، وغالبًا ما تضاف الحرب الأهلية السورية.
قال المفوض السامي للأمم المتحدة لشؤون اللاجئين أنطونيو غوتيريش في عام 2014: «لقد أصبحت الأزمة السورية أكبر حالة طوارئ إنسانية في عصرنا، لكن العالم يفشل في تلبية احتياجات اللاجئين والدول التي تستضيفهم». أفادت المفوضية السامية للأمم المتحدة لشؤون اللاجئين أن العدد الإجمالي للاجئين في جميع أنحاء العالم يتجاوز 50 مليونًا لأول مرة منذ الحرب العالمية الثانية، ويرجع ذلك إلى حد كبير إلى الحرب الأهلية السورية.